# Oszkó-Jakab Natália
Oszkó-Jakab Natália (Budapest, 1983. szeptember 3. –) magyar kulturális szakember, nemzetközi kapcsolatok szakértő, a Művészetek Völgye fesztiváligazgatója, a Kerekdomb Fesztivál és az Örvényeshegy Piknik  alapítója, főszervezője, a Startup Safari Budapest vezetője valamint  a Művészetek a Vidékfejlesztésért Alapítvány és Magyar Turisztikai Program Alapítvány kuratóriumi elnöke.

## Magánélete
Édesapja Jakab András, volt szentpétervári magyar konzul, édesanyja Tyilinyina Ljudmila orosz közgazdász. Gyermekkorát részben Magyarországon, Budapesten, részben az ukrán Harkivban töltötte. 
Férjével, Oszkó Péter volt pénzügyminiszterrel nevelik kislányukat.

## Tanulmányai
Általános iskolai éveit az ukrajnai Harkiv  52-es számú Általános Iskolában kezdte, majd a budapesti Toldy Ferenc Gimnáziumban folytatta. 2002-ben nyert felvételt a budapesti Corvinus Egyetemre, ahol nemzetközi tanulmányok szakon Európa fő- és diplomácia mellékszakirányán cum laude eredménnyel végzett. Többszörös köztársasági ösztöndíjas. ERASMUS ösztöndíjjal 2005-től a Nottingham Trent University hallgatója lett az Egyesült Királyságban, majd 2007-ben Új-Zélandon a dunedini University of Otagon folytatott tanulmányokat. 2012-től 2013-ig Belgiumban a Leuveni Katolikus Egyetem Master of European Studies kurzusait látogatta, 2022-ben a CEU Executive MBA képzését fejezte be.

## Pályafutása
2002-2003 évadban a Duna Televízió "Rendhagyó Történelemóra" című műsorának szereplője volt. 2006-ban a Magyar Köztársaság Külügyminisztériumának II. Európai Főosztályán töltött szakmai gyakorlatát követően az Ernst & Young és a MAG ZRt. közös projektjében szakértőként kezdett el dolgozni.
2008-ban került kapcsolatba a kulturális területtel, a Magyar Fesztiválközpont Kht. és a Művészetek Palotája megbízásából angol, német, orosz, olasz tolmácsként és asszisztensként is segítette a fellépő külföldi művészeket. Hamarosan a Müpa produkciós menedzseri pozícióját is elnyerte, a WOMEX - Világzenei Kiállítás magyar nyitókoncertjét szervezésében közreműködött Koppenhágában a Hangvető és a Külügyminisztérium segítségével.
2012-től az Open Society Foundations programkoordinátora lett. A Művészetek Völgyeben kezdetben programszerkesztő, színpadkoordinátor, marketing és intézményi kapcsolatokért felelős munkatárs volt, majd 2013-tól, mint a fesztivál igazgatója
2014-ben férjével megalapították a Művészetek a Vidékfejlesztésért Alapítványt, melynek missziója a vidéki kistérségekben, kistelepüléseken működő összművészeti rendezvények, fesztiválok felkarolásával, szervezésével és hosszú távú fenntartásával térségi fellendülés előidézése. Az alapítvány olyan fesztiválok működését segítette, mint például az Ördögkatlan Fesztivál, a Bor, Mámor... Bénye, a Hétrétország köztivál és a Palkonya Hangja, illetve elindított új fesztiválokat, mint a Kerekdomb és az azóta már nem folytatott Örvényeshegy Piknik fesztivált. 2017 óta a Music Hungary Szövetség Fesztivál szakosztályának vezetője, később felügyelőbizottsági tagja. 2018 óta az NKA Hangfoglaló Program Induló zenekari pályázatának zsűritagja. 2019-ben többek között a Kyiv Music Week, 2020-ban a Primavera Pro és WOMEX szakmai fesztiválok előadója és mentoring session vezetője. 2020-tól a Startup Safari Budapest és City Events vezetőjévé vált. 2021-ben megalapította kollégáival a Magyar Turisztikai Program Alapítványt, mely kutatásokkal, meetupok szervezésével és érdekvédelemmel segíti a szakmát. 2022 és 2023 években a Liszt Intézet igazgatója is volt, majd visszatért Magyarországra, hogy folytassa itthoni kulturális misszióját.
2023-ban a Forbes Magazin Az év legfontosabb női listáján 3. helyre sorolta Kultura kategóriában.
Fő tevékenysége az érdekvédelem, rendezvényszervezés, de rendszeres előadója, védnöke olyan eseményeknek, hazai és nemzetközi konferenciáknak és intézményeknek, melyek a fesztiválszervezés, a zeneipar vagy a környezetvédelem terén kérnek tapasztalati segítséget. Emellett fontos küldetésének tekinti a hazai és külföldi zenei és rendezvényipari tehetségek karrierjének gondozását, zsűritagként, mentorként segíti őket.